# Nipert
Nipert [ni:pärt] (finska: Niipperi) är en stadsdel i Esbo stad och hör administrativt till Norra Esbo storområde. 
Nipert är ett radhus- och egnahemshusområde som vuxit stadigt sedan 1980-talet. Nya småhus byggs hela tiden. Juvamalmens industriområde dominerar östra Nipert. 
Namnet Nipert baserar sig på det finska namnet Niittuperkiö och omnämns år 1700 i formen Nijttuperckio. Namnet har sakteliga försvenskats via Nitperks äng (1774) till dagens Nipert. Dagens finska namn Niipperi har igen tagits från det svenska Nipert och den ursprungliga betydelsen från 1700-talet har grumlats.